# Film Invasion L.A.
Film invasion L.A. es un festival anual de cine enfocado en los cineastas nuevos emergentes, películas internacionales e independientes, creadas en el 2016. El festival hace honor a las siguientes categorías: Mejores Películas, Documentales, Cortometrajes, Películas Extranjeras y Guiones.

## Fundación
El festival fue fundado en el 2016 por Dan Mirvish que es el cofundador de Slamdance Film Festival, con Glen Reynolds y los miembros de la junta Jonathan Stern, Mike Flanagan, Zach Reeder, Dan Mirvish y Shannon Makhanian.

## Festival del 2016
En el festival del 2016, formalmente llamado “When my Eyes go Dark” fue la primera película Latina en inaugurar el festival producido por la productora mexicana Mónica Esmeralda León y protagonizado por Zachary Laoutides La inauguración de la película fue aclamada por AXS TV como “una película innovadora” La celebridad de la película que se estrenó en el Festival de Cine Invasion L.A llevó a “When my Eyes go Dark” a ser renombrada como Arise from Darkness para luego ser comprada por el distribuidor Indican Pictures basado en Los Ángeles para su lanzamiento mundial.